# The Orphan of the Rhine
L'Orpheline du Rhin
Pour les articles homonymes, voir Orphan.
The Orphan of the Rhine (L'Orpheline du Rhin) est un roman gothique d'Eleanor Sleath, auteur de cinq autres romans, publié pour la première fois en 1798. 

Sous-titré A Romance (Une histoire romanesque), l'ouvrage a été publié en quatre volumes par l'éditeur à sensation Minerva Press, en 1798. Il appartenait à une brève, mais populaire, vogue de romans allemands, dont la mode avait été critiqué par la Critical Review de juin 1807, qui écrivait : 

« Si grande est cette rage d'acheter des contes allemands, et des romans allemands, qu'une cargaison n'est pas plus tôt importée que les échoppes de libraires sont envahies d'une multitude de traducteurs, qui s'empare avec avidité et sans discrimination de tout ce sur quoi ils peuvent mettre la main... [ces romans sont] de la littérature de camelotte, des objets sans valeur. »

 Bien que la plupart des romans gothiques avaient une approche résolument anti-catholique, l'auteur de ce roman-ci était elle-même catholique. 

## Résumé
Le roman conte l'histoire d'une noble orpheline, Julie de Rubine, qui, après la mort de ses parents, quitte la France pour Turin, pour y vivre avec sa riche tante, Madame Laronne. Avant de mourir, la mère de Julie lui a demandé de jurer que, si elle se mariait, elle n'épouserait qu'un catholique. En bonne fille obéissante, Julie a alors prêté le serment que lui demandait sa mère. 
Sa tante mène une vie à la mode, avec de grandes fêtes, des sorties et des bals. Julie y est admirée pour sa beauté, et reçoit bientôt une demande en mariage du Signor Vescolini, fils unique du Conte della Croisse. Il est fortuné, mais protestant, et son empressement auprès d'elle déplaît à Julie. Elle le rejette par deux fois, mais sa tante insiste, et la force à accepter le mariage. La situation de Julie empire encore quand le Marquese de Montferrat, riche et beau, commence à la courtiser. Il était en effet dans les intentions de Madame Laronne d'épouser Montferrat, pour quelques attentions qu'il lui avait rendu lorsqu'ils avaient fait connaissance. Mais lorsque la tante se rend compte que c'est à la main de sa nièce qu'il aspire, elle presse encore plus fort le mariage de celle-ci avec Vescolini, et surveille étroitement Julie. 
Montferrat trouve alors moyen de pénétrer dans la chambre de Julie et de préparer un enlèvement. Il lui propose un mariage clandestin, qui serait rendu public au bout d'un certain temps. La jeune fille accepte. Montferrat l'épouse et l'installe dans un pavillon de chasse dans les bois. Il se montre tout d'abord tendre et aimant ; mais après que Julie tombe enceinte, son ardeur retombe, et il lui révèle au bout d'un certain temps que le mariage n'était qu'un simulacre, et qu'elle n'est donc, en fait, que sa maîtresse ! Julie donne naissance à un fils...